# العلاقات الطاجيكستانية الفيجية
العلاقات الطاجيكستانية الفيجية هي العلاقات الثنائية التي تجمع بين طاجيكستان وفيجي.

## مقارنة بين البلدين
هذه مقارنة عامة ومرجعية للدولتين:
| وجه المقارنة                                              | طاجيكستان                          | فيجي                                                                 |
| --------------------------------------------------------- | ---------------------------------- | -------------------------------------------------------------------- |
| المساحة (كم2)                                             | 143.10 ألف                         | 18.27 ألف                                                            |
| عدد السكان (نسمة)                                         | 8.92 مليون                         | 915.30 ألف                                                           |
| الكثافة السكانية (ن./كم²)                                 | 62.33                              | 50.1                                                                 |
| العاصمة                                                   | دوشنبه                             | سوفا                                                                 |
| اللغة الرسمية                                             | اللغة الطاجيكية                    | لغة إنجليزية، اللغة الفيجية، اللغة الفيجي الهندية، اللغة الهندستانية |
| العملة                                                    | ساماني طاجيكي، الروبل الطاجيكستاني | دولار فيجي                                                           |
| الناتج المحلي الإجمالي (بليون دولار)                      | 7.15 مليار                         | 5.06 مليار                                                           |
| الناتج المحلي الإجمالي (تعادل القوة الشرائية) بليون دولار | 24.03 مليار                        | 8.32 مليار                                                           |
| الناتج المحلي الإجمالي الاسمي للفرد دولار أمريكي          | 925                                | 4.96 ألف                                                             |
| الناتج المحلي الإجمالي للفرد دولار أمريكي                 | 2.69 ألف                           | 8.79 ألف                                                             |
| مؤشر التنمية البشرية                                      | 0.624                              | 0.727                                                                |
| رمز المكالمات الدولي                                      | +992                               | +679                                                                 |
| رمز الإنترنت                                              | .tj                                | .fj                                                                  |
| المنطقة الزمنية                                           | ت ع م+05:00                        | ت ع م+12:00                                                          |

## منظمات دولية مشتركة
يشترك البلدان في عضوية مجموعة من المنظمات الدولية، منها:
| علم المنظمة | اسم المنظمة                        | تاريخ انضمام طاجيكستان | تاريخ انضمام فيجي |
| ----------- | ---------------------------------- | ---------------------- | ----------------- |
|             | مؤسسة التنمية الدولية              | 4 يونيو 1993           | 29 سبتمبر 1972    |
|             | مؤسسة التمويل الدولية              | 2 ديسمبر 1994          | 12 يوليو 1979     |
|             | منظمة حظر الأسلحة الكيميائية       | ?                      | ?                 |
|             | الأمم المتحدة                      | 2 مارس 1992            | 13 أكتوبر 1970    |
|             | الاتحاد الدولي للاتصالات           | 28 أبريل 1994          | 5 مايو 1971       |
|             | منظمة الشرطة الجنائية الدولية      | ?                      | ?                 |
|             | البنك الدولي للإنشاء والتعمير      | 4 يونيو 1993           | 28 مايو 1971      |
|             | الاتحاد البريدي العالمي            | ?                      | ?                 |
|             | وكالة ضمان الاستثمار متعدد الأطراف | 9 ديسمبر 2002          | 24 سبتمبر 1990    |
|             | بنك التنمية الآسيوي                | 1998                   | 1970              |
|             | يونسكو                             | 6 أبريل 1993           | 14 يوليو 1983     |

## وصلات خارجية
- موقع وزارة الخارجية الفيجية